# Grand Prix Formule 1 van Monaco 1962
De Grand Prix Formule 1 van Monaco 1962 werd gehouden op 3 juni in Monte Carlo op het circuit van Monaco. Het was de tweede race van het seizoen.

## Uitslag
| Pos. | Nr. | Coureur                 | Constructeur         | Rondes | Tijd / Oorzaak uitval | Grid | Punten |
| ---- | --- | ----------------------- | -------------------- | ------ | --------------------- | ---- | ------ |
| 1    | 14  | Bruce McLaren           | Cooper-Climax        | 100    | 2:46:29.7             | 3    | 9      |
| 2    | 36  | Phil Hill               | Ferrari              | 100    | + 1.3                 | 9    | 6      |
| 3    | 38  | Lorenzo Bandini         | Ferrari              | 100    | + 1:24.1              | 10   | 4      |
| 4    | 28  | John Surtees            | Lola-Climax          | 99     | + 1 Ronde             | 11   | 3      |
| 5    | 2   | Jo Bonnier              | Porsche              | 93     | + 7 Rondes            | 18   | 2      |
| 6    | 10  | Graham Hill             | BRM                  | 92     | Motor                 | 2    | 1      |
| 7    | 40  | Willy Mairesse          | Ferrari              | 90     | Oliedruk              | 4    |        |
| 8    | 22  | Jack Brabham            | Lotus-Climax         | 77     | Ongeluk               | 6    |        |
| NF   | 34  | Innes Ireland           | Lotus-Climax         | 64     | Benzinepomp           | 8    |        |
| NF   | 18  | Jim Clark               | Lotus-Climax         | 55     | Koppeling             | 1    | S      |
| NF   | 26  | Roy Salvadori           | Lola-Climax          | 44     | Ophanging             | 12   |        |
| NF   | 16  | Tony Maggs              | Cooper-Climax        | 43     | Versnellingsbak       | 19   |        |
| NF   | 20  | Trevor Taylor           | Lotus-Climax         | 24     | Olielek               | 17   |        |
| NF   | 4   | Dan Gurney              | Porsche              | 0      | Ongeluk               | 5    |        |
| NF   | 30  | Maurice Trintignant     | Lotus-Climax         | 0      | Ongeluk               | 7    |        |
| NF   | 8   | Richie Ginther          | BRM                  | 0      | Ongeluk               | 14   |        |
| NQ   | 46  | Jo Siffert              | Lotus-Climax         |        |                       |      |        |
| NQ   | 24  | Jackie Lewis            | BRM                  |        |                       |      |        |
| NQ   | 32  | Masten Gregory          | Lotus-BRM            |        |                       |      |        |
| NQ   | 44  | Carel Godin de Beaufort | Porsche              |        |                       |      |        |
| NQ   | 42  | Nino Vaccarella         | Lotus-Climax         |        |                       |      |        |
| DNS  | 40T | Ricardo Rodríguez       | Ferrari              |        | Enkel training        |      |        |
| WD   | 6   | Roberto Bussinello      | de Tomaso-Alfa Romeo |        |                       |      |        |
| WD   | 12  | Tony Marsh              | BRM                  |        | Wagen niet klaar      |      |        |

## Statistieken
| Pole-position | Jim Clark | Lotus-Climax | 1:35.4 |
| Snelste ronde | Jim Clark | Lotus-Climax | 1:35.5 |

## Noot
- Dit was het debuut voor de Zwitserse coureur (en toekomstig Grand Prix-winnaar) Jo Siffert.
- Eerste pole position voor Jim Clark.
- Eerste podiumplaats voor Lorenzo Bandini en tiende podiumplaats voor Bruce McLaren en voor een Nieuw-Zeelandse coureur.